# Бринах

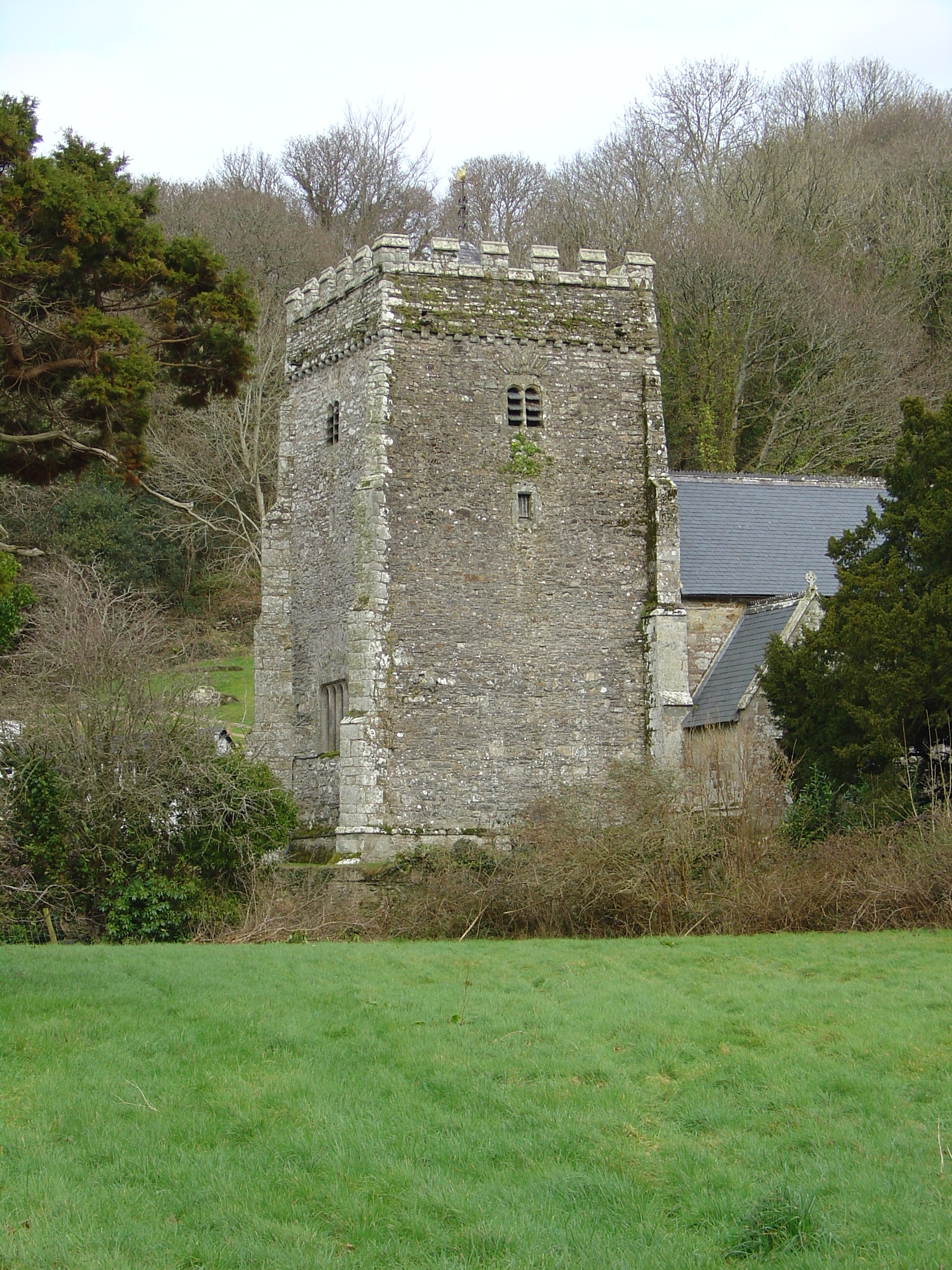
Храм св.Бринаха, Неверн

Бринах (V век) — святой отшельник. День памяти — 7 апреля.
Святой Бринах (Brynach), или Бернах (Bernach), или Бернак (Bernacus), или Бренах (Brenach), или Брынах (Bryynach) был ирландцем, который поселился в Уэльсе. Там он построил себе отшельническую хижину и храм в местечке, называемом Карн-Энгил (Carn-Engyle), что означает гора Ангелов, по-над Неверном (Nevern), Пембрукшир. Согласно преданию, это место получило такое название, так как святой Бринах пребывал в непрестанном общении с ангелами. Его храм стал главным в округе. Некоторые авторы отождествляют его со св. Бренноком из Браунтона (Brannoc of Braunton, память 7 января).
По преданию первая кукушка по весне подаёт голос в церковном дворе.

## Тропарь св. Бринаху, глас 2
O holy Brynach, thou didst leave thy native Ireland/
to seek God in Pembroke's solitude./
As thou dost now stand before Christ our God,/
intercede with Him, we pray,/
that He may have mercy on us.